# Tortequesne
Tortequesne est une commune française située dans le département du Pas-de-Calais en région Hauts-de-France.

## Géographie

### Localisation
Localisée dans le sud-est du département du Pas-de-Calais dans l'Ostrevent et limitrophe du département du Nord, Tortequesne est une commune drainée par la Sensée et située, à vol d'oiseau, à 9 km au sud de la commune de Douai (aire d'attraction) et à 18 km à l'est de la commune d’Arras (chef-lieu d'arrondissement et préfecture du Pas-de-Calais).
Le territoire de la commune est limitrophe de ceux de sept communes, dont trois, Estrées, Hamel et Lécluse, situées dans le département du Nord.
Les communes limitrophes sont Bellonne, Estrées, Hamel, Lécluse, Étaing, Noyelles-sous-Bellonne et Sailly-en-Ostrevent.

### Géologie et relief
La superficie de la commune est de 3,37 km2 ; son altitude varie de 36  à   71 mètres.

### Hydrographie
Le territoire de la commune est situé dans le bassin Artois-Picardie.
La commune est traversée par trois cours d'eau : 
- la Sensée qui est une rivière de 27,07 km et qui a été détournée en 1963 dans la Marche Navire dont le lit délimite la frontière entre le Nord et le Pas-de-Calais. Elle traverse un décanteur créé dans l'étang de Tortequesne, pour rejoindre ensuite les étangs de Ecourt, Palluel et Arleux (confluence). Après avoir pris sa source dans la commune de Saint-Léger, elle se jette dans le canal du Nord à Arleux[4],[5],[6],[7] ;
- la rivière de la Sensée, d'une longueur de 9,92 km, qui prend sa source dans la commune d'Étaing et se jette dans la Sensée au niveau de la commune d'Arleux[8] ;

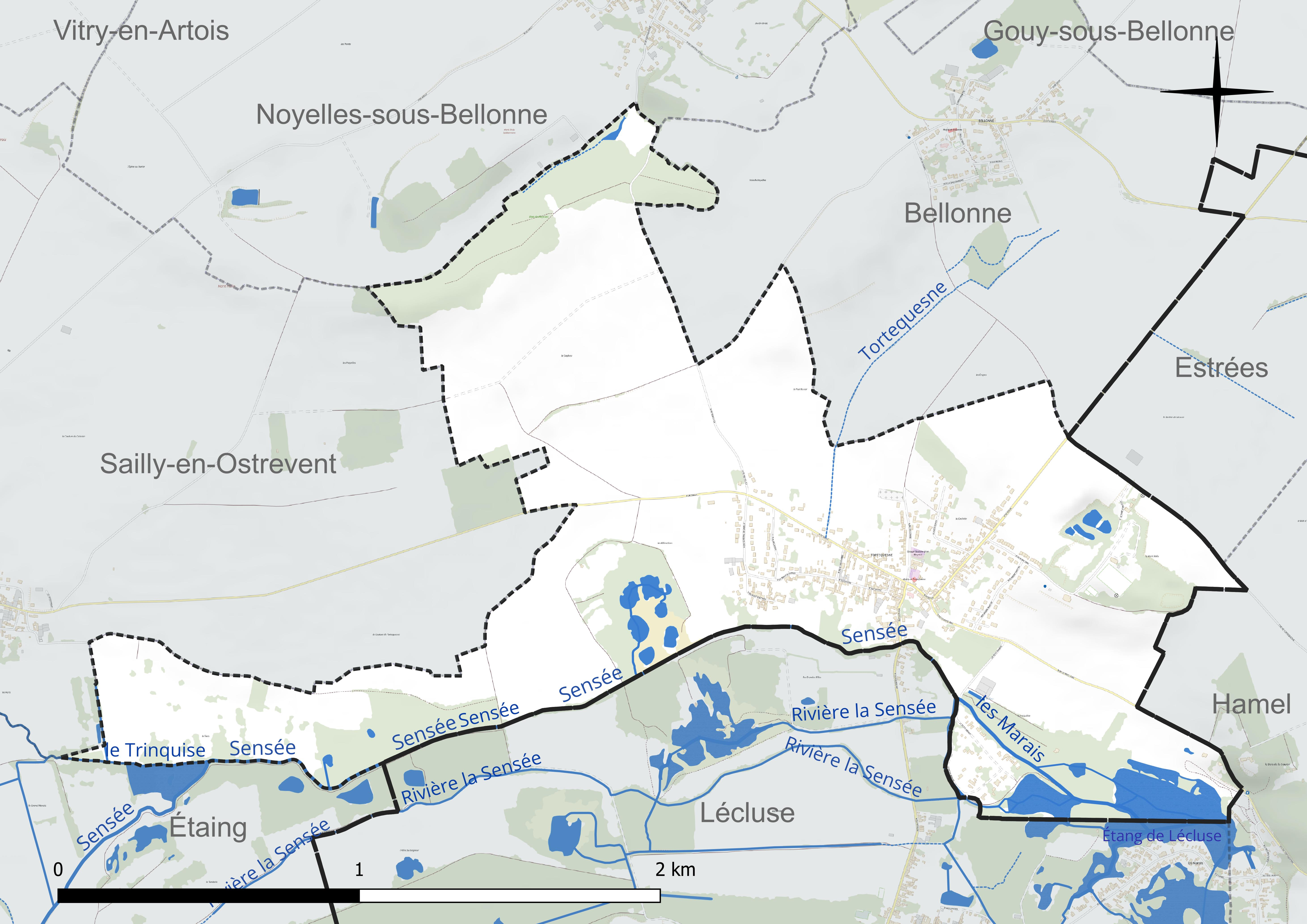
Réseau hydrographique de Tortequesne.

- la Tortequesne, d'une longueur de 1,39 km[9].

### Climat
Pour des articles plus généraux, voir Climat des Hauts-de-France et Climat du Pas-de-Calais.
En 2010, le climat de la commune est de type climat océanique dégradé des plaines du Centre et du Nord, selon une étude du CNRS s'appuyant sur une série de données couvrant la période 1971-2000. En 2020, Météo-France publie une typologie des climats de la France métropolitaine dans laquelle la commune est exposée à un climat océanique et est dans la région climatique Nord-est du bassin Parisien, caractérisée par un ensoleillement médiocre, une pluviométrie moyenne régulièrement répartie au cours de l’année et un hiver froid (3 °C).
Pour la période 1971-2000, la température annuelle moyenne est de 10,3 °C, avec une amplitude thermique annuelle de 14,8 °C. Le cumul annuel moyen de précipitations est de 706 mm, avec 11,9 jours de précipitations en janvier et 8,8 jours en juillet. Pour la période 1991-2020, la température moyenne annuelle observée sur la station météorologique la plus proche, située sur la commune de Douai à 10 km à vol d'oiseau, est de 11,0 °C et le cumul annuel moyen de précipitations est de 729,2 mm,. Pour l'avenir, les paramètres climatiques de la commune estimés pour 2050 selon différents scénarios d'émission de gaz à effet de serre sont consultables sur un site dédié publié par Météo-France en novembre 2022.

### Milieux naturels et biodiversité

#### Zones naturelles d'intérêt écologique, faunistique et floristique
L’inventaire des zones naturelles d'intérêt écologique, faunistique et floristique (ZNIEFF) a pour objectif de réaliser une couverture des zones les plus intéressantes sur le plan écologique, essentiellement dans la perspective d’améliorer la connaissance du patrimoine naturel national et de fournir aux différents décideurs un outil d’aide à la prise en compte de l’environnement dans l’aménagement du territoire.
Le territoire communal comprend deux ZNIEFF de type 1 : 
- les marais d'Arleux, de Palluel, de Saudemont, d'Écourt-Saint-Quentin, de Rumaucourt et d'Oisy-le-Verger. C'est un vaste complexe marécageux de 791 hectares constitué d'étangs, de boisements tourbeux, de peupleraies et de prairies alluviales et qui comporte une grande diversité de végétations aquatiques, amphibies et hygrophiles[16] ;
- le marais des Viviers et des Grandes Billes à Lécluse, d’une superficie de 321 hectares. Ce site se caractérise par une certaine diversité de biotopes dans un marais tourbeux[17].

Et une ZNIEFF de type 2 : le complexe écologique de la vallée de la Sensée. Cette ZNIEFF s’étend sur plus de 20 kilomètres depuis les communes de Remy et Haucourt jusqu’à la confluence de la rivière canalisée avec l’Escaut. Elle forme une longue dépression à fond tourbeux, creusée entre des plateaux aux larges ondulations ; Ostrevent au Nord, bas-Artois au Sud et Cambrésis à l’Est.

Carte des ZNIEFF de type 1 et 2 sur la commune
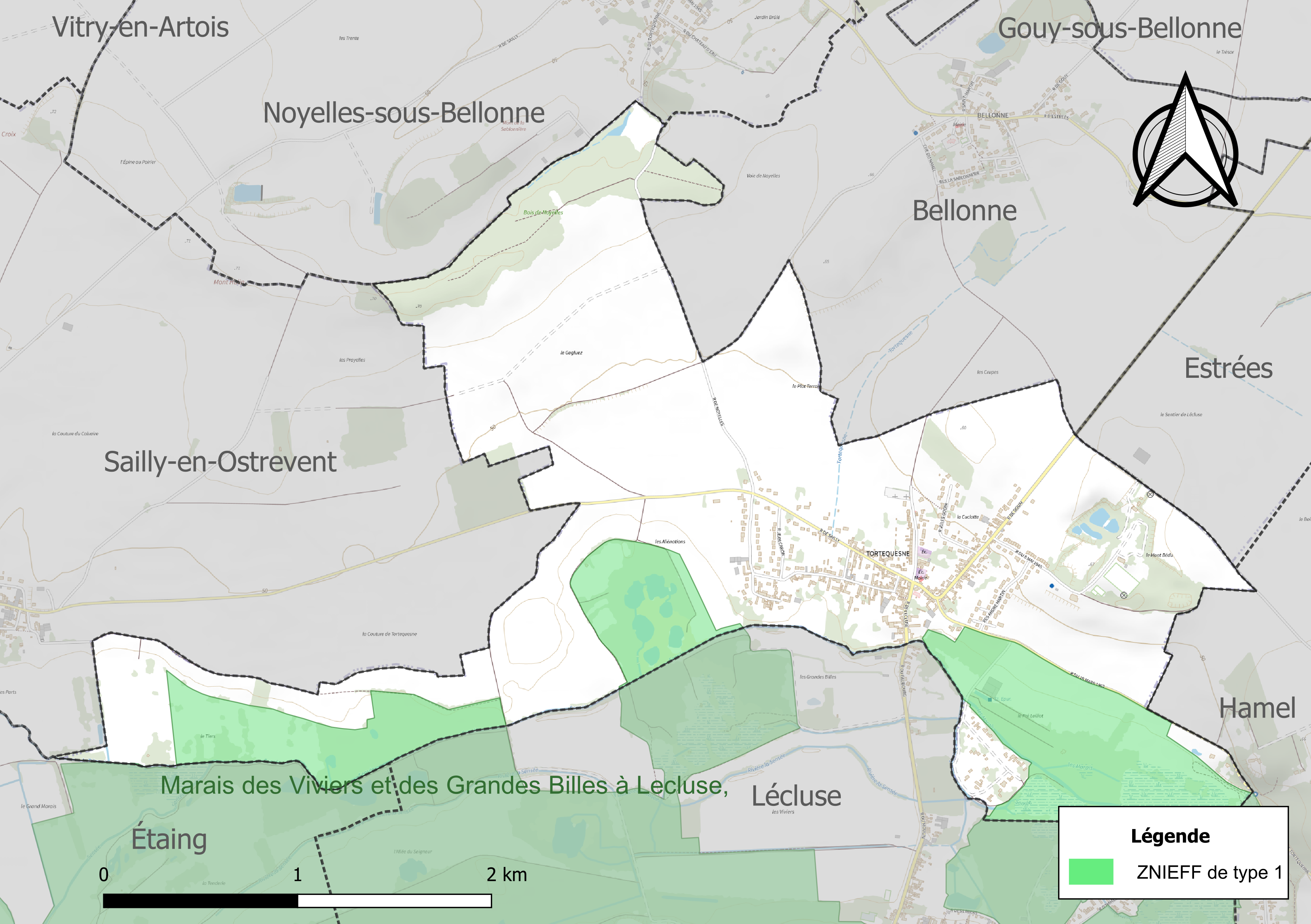
Carte des ZNIEFF de type 1 sur la commune.
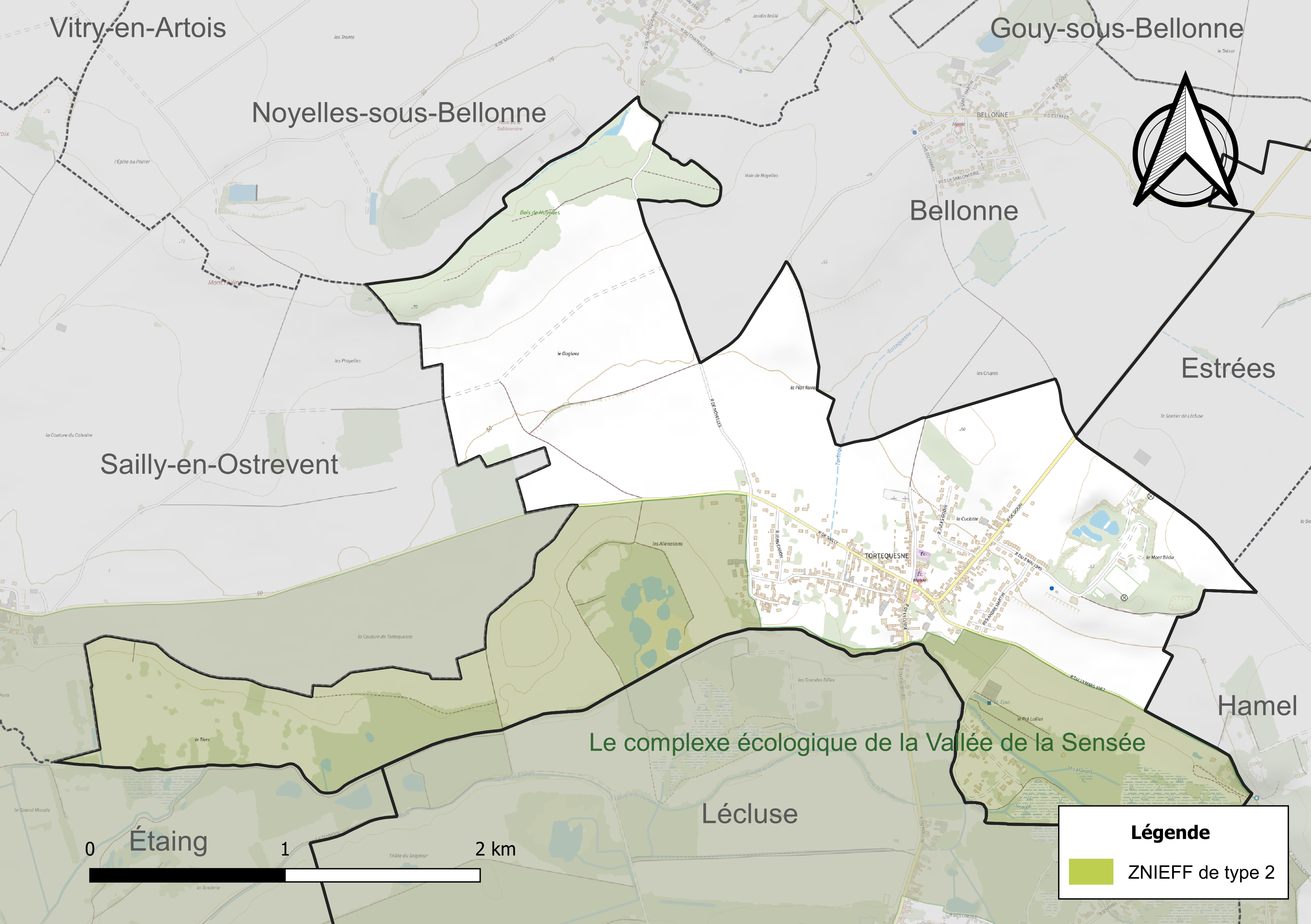
Carte de la ZNIEFF de type 2 sur la commune.

## Urbanisme

### Typologie
Au 1er janvier 2024, Tortequesne est catégorisée bourg rural, selon la nouvelle grille communale de densité à sept niveaux définie par l'Insee en 2022.
Elle appartient à l'unité urbaine de Lécluse, une agglomération inter-départementale regroupant deux  communes, dont elle est une commune de la banlieue,,. Par ailleurs la commune fait partie de l'aire d'attraction de Douai, dont elle est une commune de la couronne,. Cette aire, qui regroupe 61 communes, est catégorisée dans les aires de 50 000 à moins de 200 000 habitants,.

### Occupation des sols
L'occupation des sols de la commune, telle qu'elle ressort de la base de données européenne d’occupation biophysique des sols Corine Land Cover (CLC), est marquée par l'importance des territoires agricoles (65,7 % en 2018), en diminution par rapport à 1990 (68 %). La répartition détaillée en 2018 est la suivante : 
terres arables (58,6 %), zones urbanisées (17,2 %), zones humides intérieures (11,4 %), prairies (6,8 %), forêts (5,7 %), zones agricoles hétérogènes (0,4 %). L'évolution de l’occupation des sols de la commune et de ses infrastructures peut être observée sur les différentes représentations cartographiques du territoire : la carte de Cassini (XVIIIe siècle), la carte d'état-major (1820-1866) et les cartes ou photos aériennes de l'IGN pour la période actuelle (1950 à aujourd'hui).

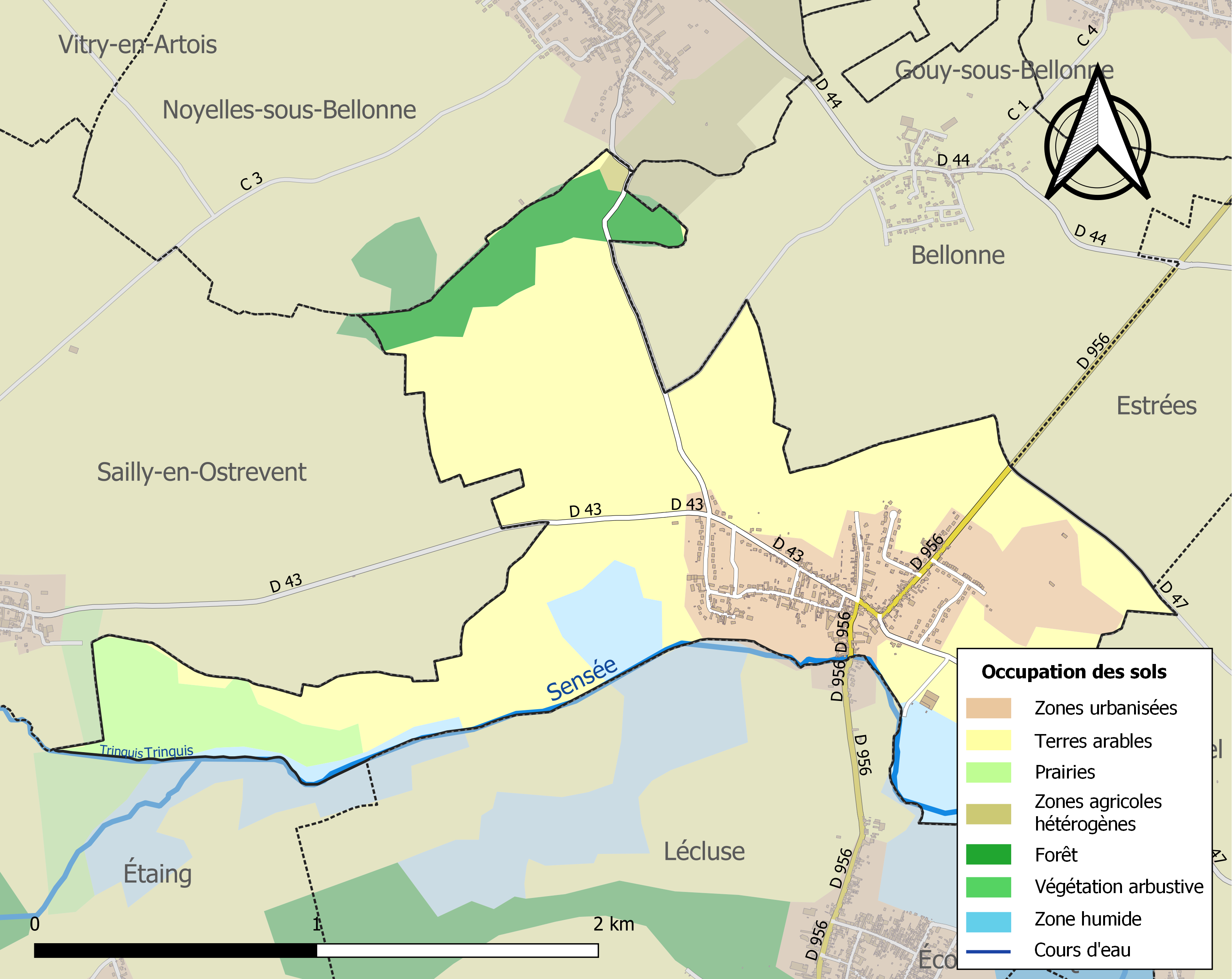
Carte des infrastructures et de l'occupation des sols de la commune en 2018 (CLC).

### Logement
En 2019, le nombre total de logements dans la commune était de 417, alors qu'il était de 399 en 2014 et de 368 en 2009.
Parmi ces logements, 76,4 % étaient des résidences principales, 18,2 % des résidences secondaires et 5,4 % des logements vacants. Ces logements étaient pour 80,1 % d'entre eux des maisons individuelles et pour 0 % des appartements.
Le tableau ci-dessous présente la typologie des logements à Tortequesne en 2019 en comparaison avec celle du Pas-de-Calais et de la France entière. Une caractéristique marquante du parc de logements est ainsi une proportion de résidences secondaires et logements occasionnels (18,2 %) largement supérieure à celle du département (6,4 %) et à celle de la France entière (9,7 %). Concernant le statut d'occupation de ces logements, 90,1 % des habitants de la commune sont propriétaires de leur logement (88 % en 2014), contre 57,8 % pour le Pas-de-Calais et 57,5 pour la France entière.
| Typologie                                               | Tortequesne | Pas-de-Calais | France entière |
| ------------------------------------------------------- | ----------- | ------------- | -------------- |
| Résidences principales (en %)                           | 76,4        | 85,9          | 82,1           |
| Résidences secondaires et logements occasionnels (en %) | 18,2        | 6,4           | 9,7            |
| Logements vacants (en %)                                | 5,4         | 7,7           | 8,2            |

### Voies de communication et transports
La commune est située par le tracé initial de la route nationale 356 (actuelle RD 956) reliant Bapaume à Douai.
Elle est desservie par une ligne de bus du réseau douaisien Évéole.

## Toponymie
Le nom de la localité est attesté sous les formes Torteken en 1096 ; Tortekaine en 1239 ; Tortecanne au XIVe siècle ; Torcanne en 1626 ; Tortaquenne et Tortequesne en  	1801.

Le nom du village, Tortequesne, est parfois orthographié Tortequenne.
De l'adjectif féminin, de la langue d'oïl, torte « tordue » et kaisne « chêne » (le féminin torte témoigne que kaisne était féminin), explication empruntée à Albert Dauzat.
Remarque : la forme actuelle Tortequesne relève d'une étymologie populaire, quesne signifiant « chêne » en picard nord occidental et en normand septentrional (voire ligne Joret), car les formes anciennes s'opposent à cette explication puisqu'on ne relève aucune trace d'un -s dans ces formes qui pourraient la suggérer. En revanche, Le Torquesne (Calvados, Torta quercus 1160, le Tortquesne 1395) possède ce sens,.

## Histoire

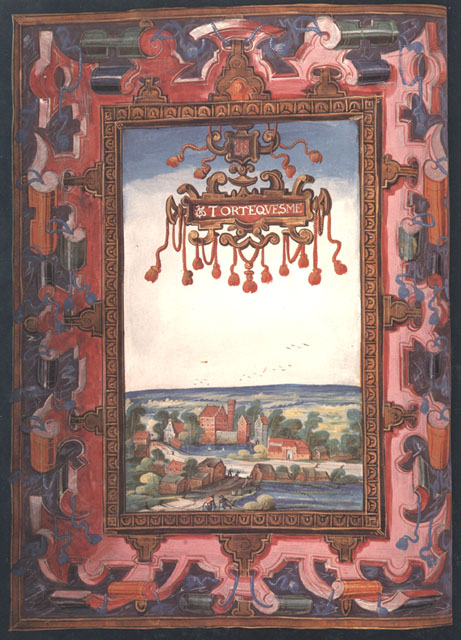
Le village de Tortequesne représenté dans l'album De Croy.

### Moyen Âge
Au XIIe siècle, ce village dépend de la châtellenie de Lécluse ».
1297 : en juin, le roi de France Philippe le Bel, entrant en Flandre, s'empare du château de Tortequesne.
1304 :	la garnison française de Douai prend le château et le brûle (tordam caudam ceperuntnet castellum combusserunt).

### Temps modernes
1632 : 	sentence de la gouvernance de Douai mentionnant « un vieux chasteau, dongeon, fossetz et singles »
1694 :	relief de Lécluse, au profit de Louis Crule ...le chastelet de Tortequesne, et autrement Mont-Héricourt, se consistant en un chasteau, cense, enclos et fossetz[C'est-à-dire ?]....
1722 :	dénombrement servi par le sieur Crulle... un donjon...au village de Torquesne, que l'on dit de Montéricourt et vulgairement du châtelet, la bassecourt...entourés de fossetz….
1785 :	dénombrement servi par Louis Cresle:...fief du châtelet, sans seigneurie, etc. donjon et châtelet enclos d'eau, maisons, édifices, granges, étables, maréchaussées, colombiers, manoirs...fief de Montericourt et vulgairement du châtelet, tenant deux sens à la chaussée de Lécluse à Douay, canal appelé le Buironneau, rendant eau auxdits fossés...
Le châtelet de Tortequesne, qui commandait le passage de la Sensée sur la route de Douai à Bapaume par Lécluse, était semble-t-il une dépendance du château de Lécluse.

### Époque contemporaine

#### Première Guerre mondiale
Durant la Première Guerre mondiale, le village subit d'importantes destructions et est décoré de la croix de guerre 1914-1918, le 23 septembre 1920, distinction également attribuée à 276 autres communes du Pas-de-Calais,.

## Politique et administration

### Rattachements administratifs et électoraux

#### Rattachements administratifs
La commune se trouve dans l'arrondissement d'Arras du département du Pas-de-Calais.
La commune faisait partie depuis 1793 du canton de Vitry-en-Artois. Dans le cadre du redécoupage cantonal de 2014 en France, cette circonscription administrative territoriale a disparu, et le canton n'est plus qu'une circonscription électorale.

#### Rattachements électoraux
Pour les élections départementales, la commune fait partie depuis 2014 du canton de Brebières
Pour l'élection des députés, la commune fait partie de la première circonscription du Pas-de-Calais.

### Intercommunalité
Tortequesne était membre de la communauté de communes Osartis, un établissement public de coopération intercommunale (EPCI) à fiscalité propre créé fin 1999 et auquel la commune avait transféré un certain nombre de ses compétences, dans les conditions déterminées par le code général des collectivités territoriales.
Dans le cadre du schéma départemental de coopération intercommunale approuvé par le préfet du Pas-de-Calais le 22 décembre 2011, cette intercommunalité a fusionné avec sa voisine pour former, le 1er janvier 2014, la communauté de communes Osartis Marquion dont est désormais membre la commune.

#### Liste des maires
| Période  | Période                       | Identité       | Étiquette | Qualité                            |
| -------- | ----------------------------- | -------------- | --------- | ---------------------------------- |
| 1945     | 1967                          | Jules Godin    |           |                                    |
| 1967     | 1977                          | Léon Waymel    |           | Agriculteur                        |
| 1977     | 1980                          | Jean Fauveaux  |           |                                    |
| 1980     | 1989                          | André martin   |           |                                    |
| 1989     | 2001                          | Jean Caron     |           |                                    |
| 2001     | 2014                          | André Martin   |           | Retraité de Stora Enzo             |
| 2014     | mai 2020                      | Bernard Mayeux |           | Retraité de Stora Enzo             |
| mai 2020 | En cours (au 2 décembre 2020) | Jean-Paul Pont |           | Ouvrier retraité de Renault Douai, |

## Équipements et services publics
La salle polyvalente du Mont-Bédu est inaugurée le samedi 8 septembre 2018.

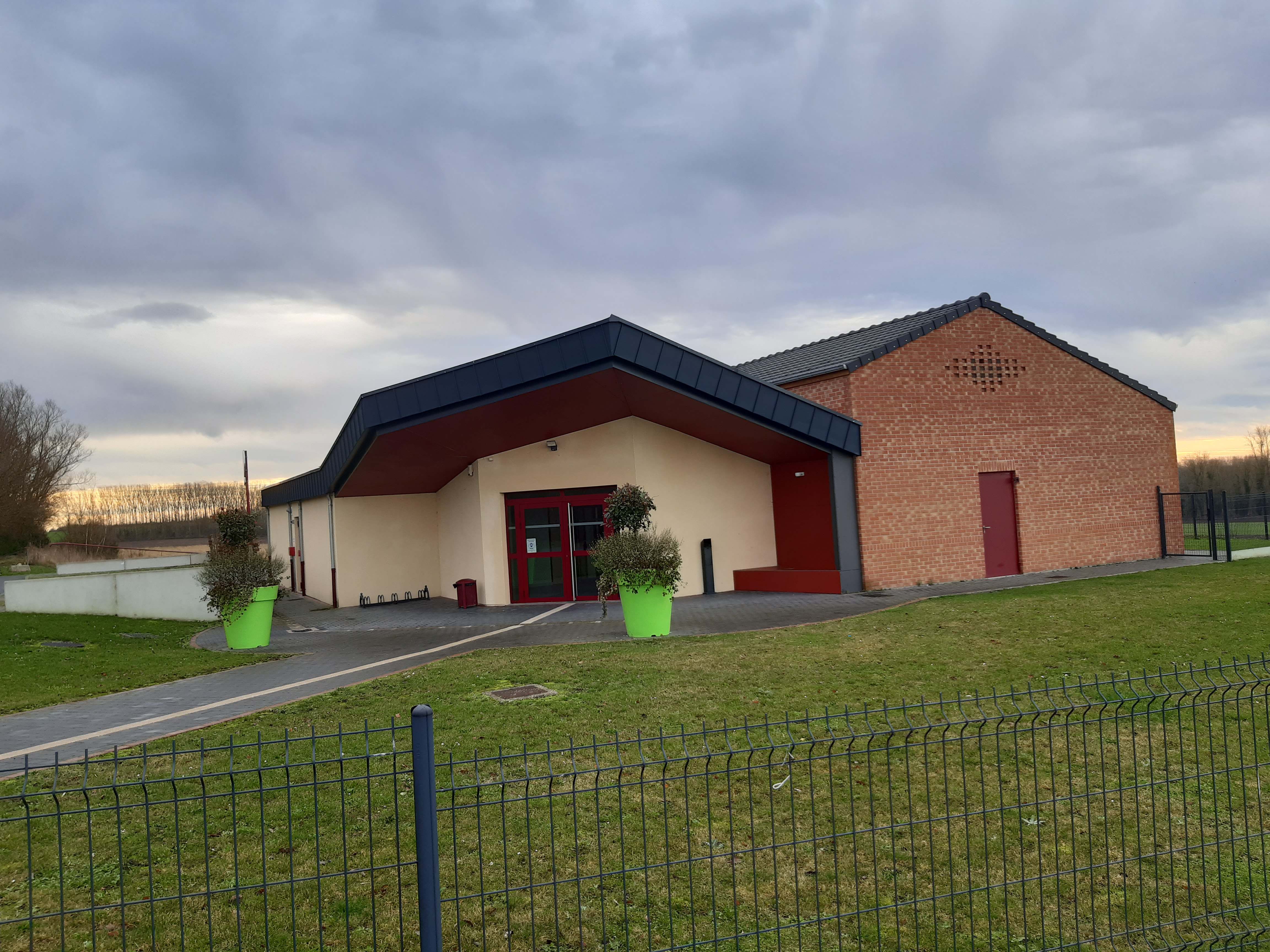
La salle polyvalente du Mont Bédu.
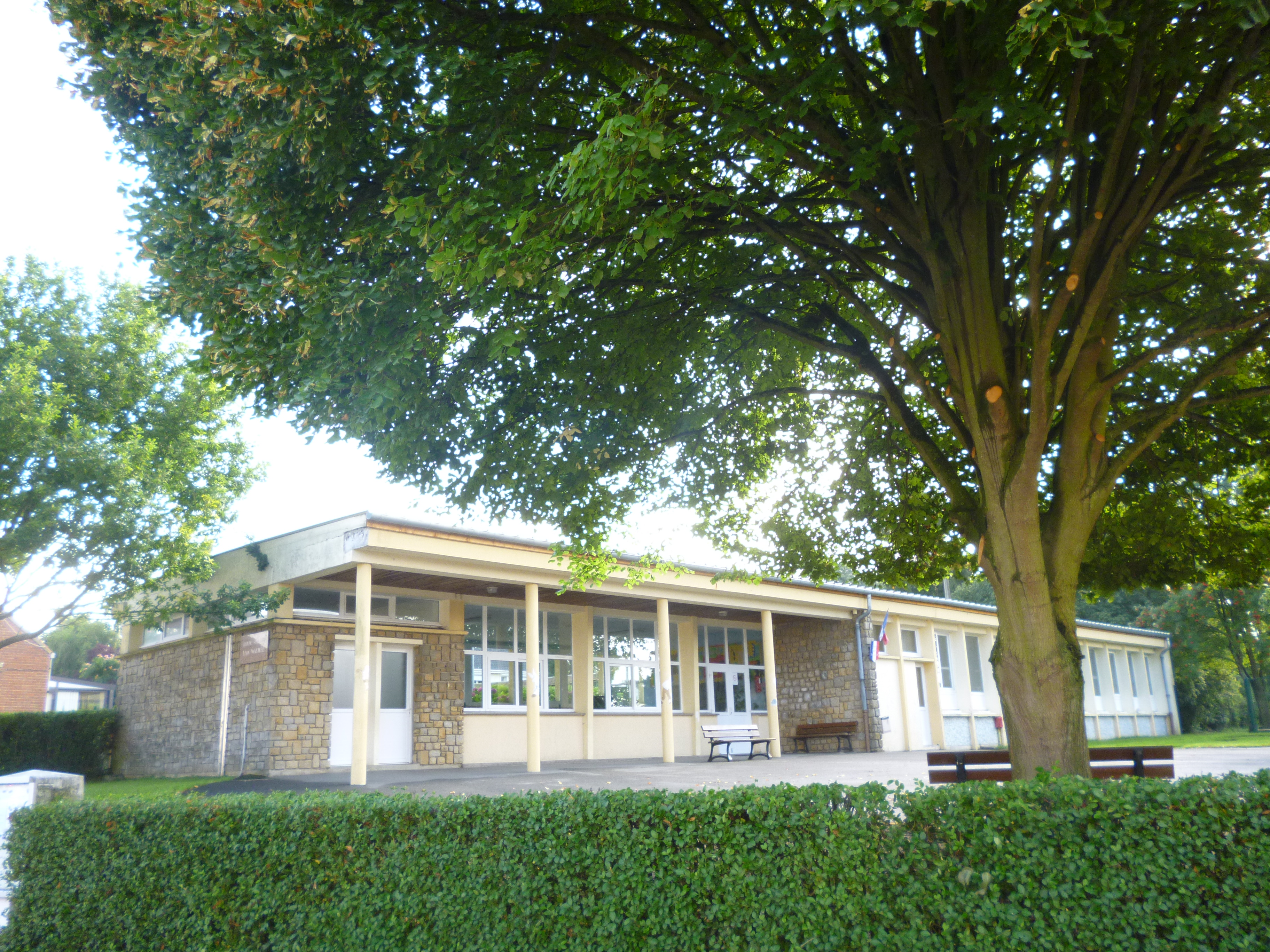
L'école Léon-Waymel, vue de la rue de Bellonne.

## Population et société

### Démographie

#### Évolution démographique
L'évolution du nombre d'habitants est connue à travers les recensements de la population effectués dans la commune depuis 1793. Pour les communes de moins de 10 000 habitants, une enquête de recensement portant sur toute la population est réalisée tous les cinq ans, les populations de référence des années intermédiaires étant quant à elles estimées par interpolation ou extrapolation. Pour la commune, le premier recensement exhaustif entrant dans le cadre du nouveau dispositif a été réalisé en 2007.

En 2022, la commune comptait 884 habitants, en évolution de +9,27 % par rapport à 2016 (Pas-de-Calais : −0,72 %, France hors Mayotte : +2,11 %).
| 1793 | 1800 | 1806 | 1821 | 1831 | 1836 | 1841 | 1846 | 1851 |
| ---- | ---- | ---- | ---- | ---- | ---- | ---- | ---- | ---- |
| 422  | 469  | 509  | 572  | 567  | 557  | 578  | 584  | 567  |

| 1856 | 1861 | 1866 | 1872 | 1876 | 1881 | 1886 | 1891 | 1896 |
| ---- | ---- | ---- | ---- | ---- | ---- | ---- | ---- | ---- |
| 573  | 629  | 648  | 661  | 674  | 653  | 613  | 591  | 537  |

| 1901 | 1906 | 1911 | 1921 | 1926 | 1931 | 1936 | 1946 | 1954 |
| ---- | ---- | ---- | ---- | ---- | ---- | ---- | ---- | ---- |
| 514  | 487  | 464  | 348  | 387  | 392  | 387  | 401  | 403  |

| 1962 | 1968 | 1975 | 1982 | 1990 | 1999 | 2006 | 2007 | 2012 |
| ---- | ---- | ---- | ---- | ---- | ---- | ---- | ---- | ---- |
| 415  | 489  | 504  | 578  | 719  | 686  | 713  | 716  | 724  |

| 2017 | 2022 | - | - | - | - | - | - | - |
| ---- | ---- | - | - | - | - | - | - | - |
| 826  | 884  | - | - | - | - | - | - | - |

#### Pyramide des âges
En 2018, le taux de personnes d'un âge inférieur à 30 ans s'élève à 34,7 %, soit en dessous de la moyenne départementale (36,7 %). De même, le taux de personnes d'âge supérieur à 60 ans est de 20,9 % la même année, alors qu'il est de 24,9 % au niveau départemental.
En 2018, la commune comptait 422 hommes pour 414 femmes, soit un taux de 50,48 % d'hommes, légèrement supérieur au taux départemental (48,50 %).
Les pyramides des âges de la commune et du département s'établissent comme suit.
| Hommes | Classe d’âge | Femmes |
| ------ | ------------ | ------ |
| 0,7    | 90 ou +      | 1,0    |
| 3,6    | 75-89 ans    | 5,6    |
| 14,6   | 60-74 ans    | 16,2   |
| 19,2   | 45-59 ans    | 19,6   |
| 25,4   | 30-44 ans    | 24,7   |
| 12,2   | 15-29 ans    | 13,2   |
| 24,2   | 0-14 ans     | 19,8   |

| Hommes | Classe d’âge | Femmes |
| ------ | ------------ | ------ |
| 0,5    | 90 ou +      | 1,6    |
| 5,6    | 75-89 ans    | 8,9    |
| 16,7   | 60-74 ans    | 18,1   |
| 20,2   | 45-59 ans    | 19,2   |
| 18,9   | 30-44 ans    | 18,1   |
| 18,2   | 15-29 ans    | 16,2   |
| 19,9   | 0-14 ans     | 17,9   |

### Sports et loisirs
La commune est traversée par le sentier de grande randonnée GR 121.

## Culture locale et patrimoine

### Lieux et monuments
- Le monument aux morts, situé devant la mairie, a perdu,, dans les années 1980 la statue du poilu édifiée à son sommet. Elle est ornée de la  croix de guerre 1914-1918 attribuée à la commune de Tortequesne le 23 septembre 1920[49],[50].
- Le monument aux morts situé cimetière est érigé en 1928 pour honorer la mémoire des Poilus de Tortequesne morts pour la France lors de la Première Guerre mondiale. Le lundi 19 avril 1928, Fernand Lefebvre, Charles Richard, François Lefebvre et Antoine Dhorme, tous les quatre anciens combattants de la grande guerre, créent le comité de construction du monument. Le 22 avril, une souscription à laquelle répond la quasi-totalité du village, récolte la somme de 1675,50 francs pour l'érection de ce monument. La marbrerie Lefebvre- Hanard de Vitry en Artois et l'entreprise de maçonnerie Norbert Lefranc Fauveaux de Estrées se voient confier les travaux. L'inauguration eut lieu le 11 novembre 1928 avec le concours de la municipalité, de la compagnie des sapeurs pompiers de Tortequesne, de la musique municipale de Lécluse, et avec la présence de presque toute la population de Tortequesne[51].
- L'église actuelle, paroisse Saint-Martin, est bâtie en 1827, aux frais de la commune et grâce à la générosité de madame la marquise de la Rianderie. Partiellement détruite lors des bombardements de 1917, elle fut dotée de son clocher actuel au sortir de la grande guerre. Initialement, le clocher abritait deux cloches. La plus petite des deux est disparue dans les années 1960. Elle fut vendue pour financer les travaux d'électrification de la sonnerie.

En 1923, la cloche Jeanne Juliette fut érigée dans le clocher et baptisée en présence du curé de la paroisse, Jules Corroyer, et de René Lefebvre, maire de la commune de Tortequenne. Sur la cloche, on peut lire l'inscription suivante : « Je fus baptisée à Tortequenne en 1923 par Jules Corroyer, curé et en présence de René Lefebvre, maire ». « Je me nomme Jeanne Juliette. J'ai pour parrain, Jean Baptiste Pecqueur et pour marraine, Juliette Cayet. La victoire des poilus m’a mise dans ce clocher pour tenir la place d’une sœur morte au Champ d’Honneur. Symbole de la résurrection du village, je veux  éternellement chanter la paix pour les vivants et pour les morts ».
- Les plaques de cocher de Tortequesne : en 1835, à la suite d'une circulaire des préfets et de l'administration des ponts et chaussées, l'ensemble des routes de France est équipé de plaques indicatrices. Ces plaques de fonte étaient situées aux entrées, sorties et carrefours des villes et villages, à une hauteur de 2,30 m pour être visibles des cavaliers et des cochers.
Ces plaques, devenues rares aujourd'hui, de par les destructions des dernières guerres doivent être préservées et sont propriétés de la commune. Il en subsiste deux à Tortequesne, visibles sur les axes anciennement nommés « chemin de grande communication n°10 » et « chemin de grande communication n°43 ».

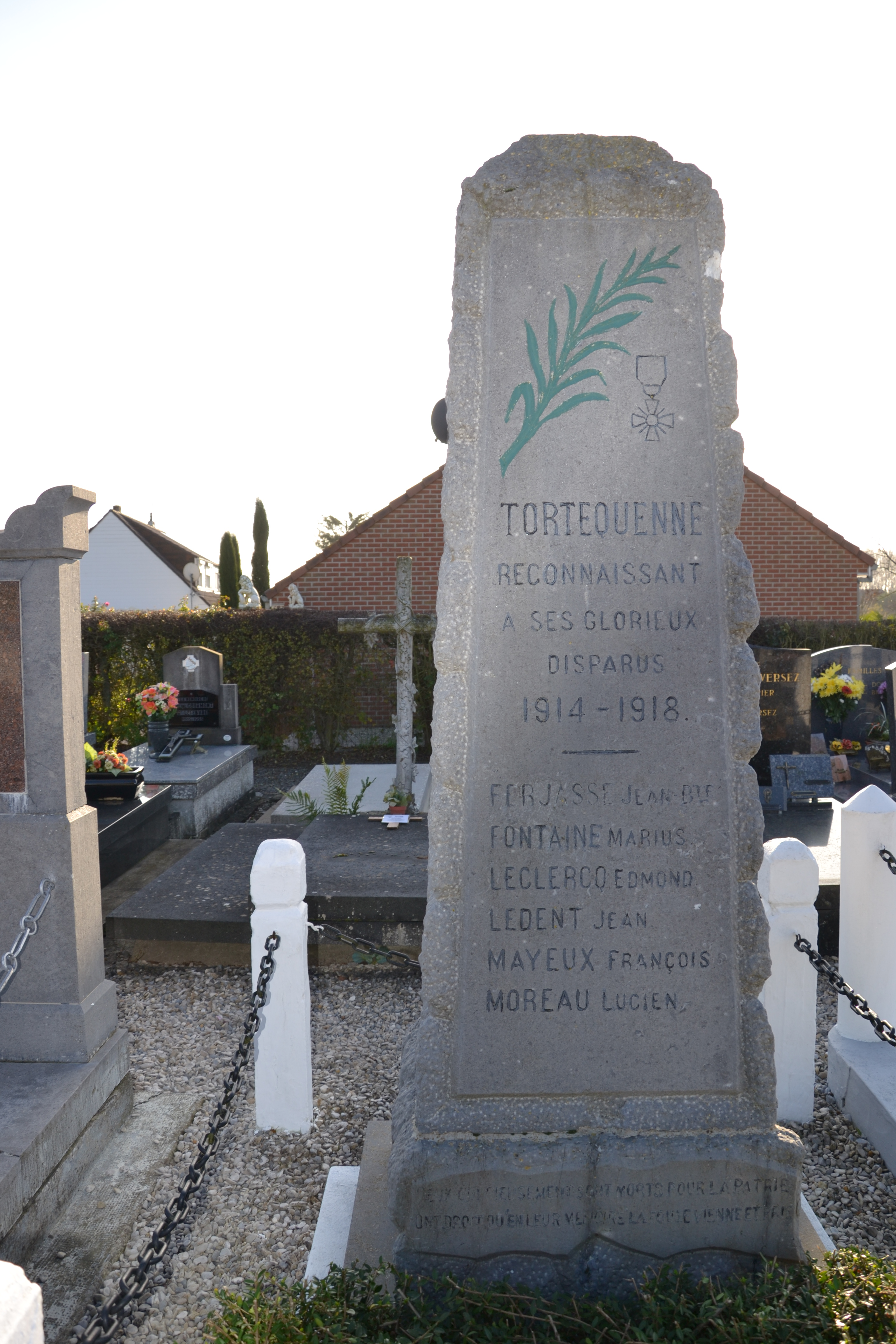
Le monument aux morts situé au cimetière.
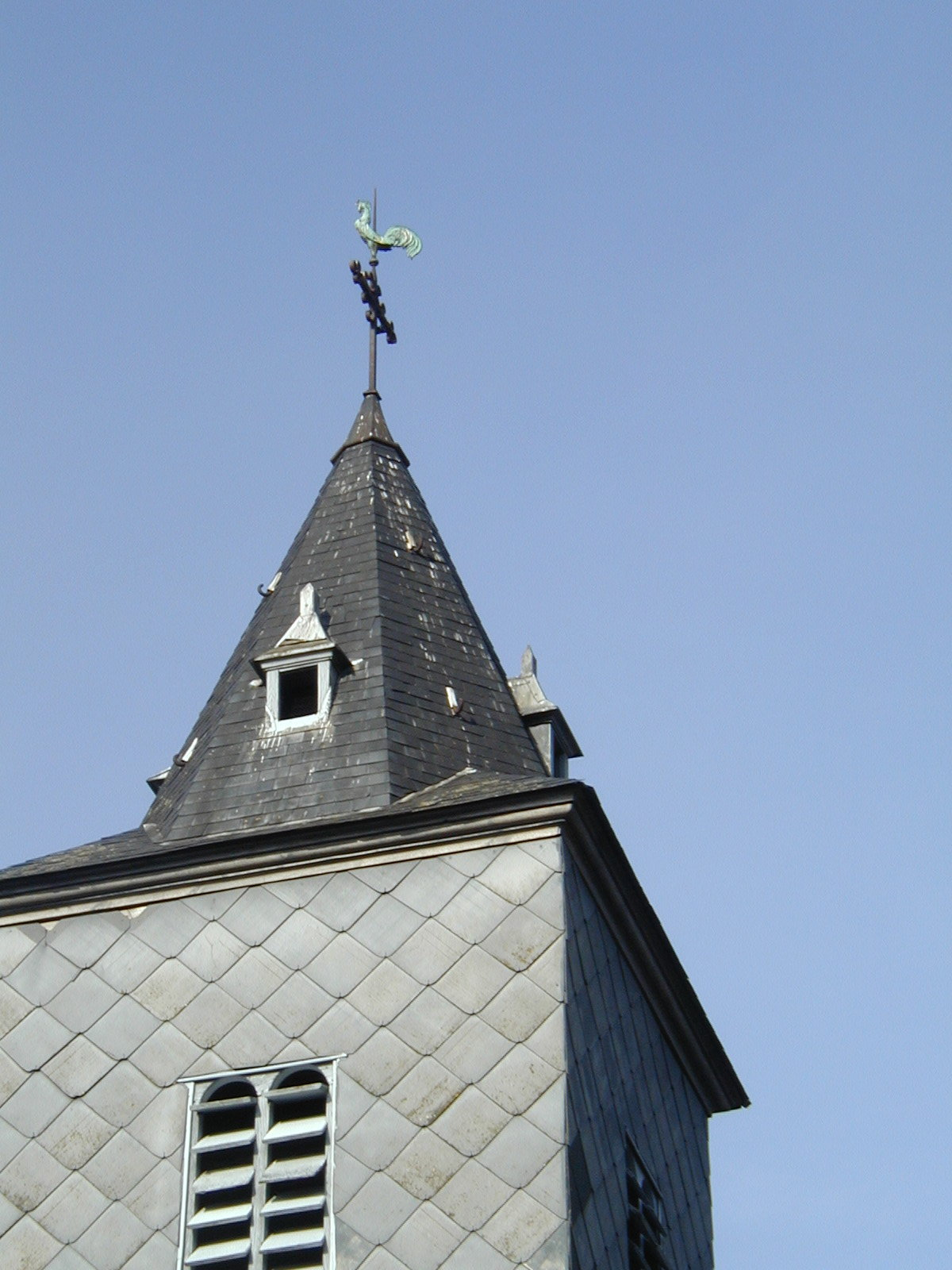
Le clocher de l'église
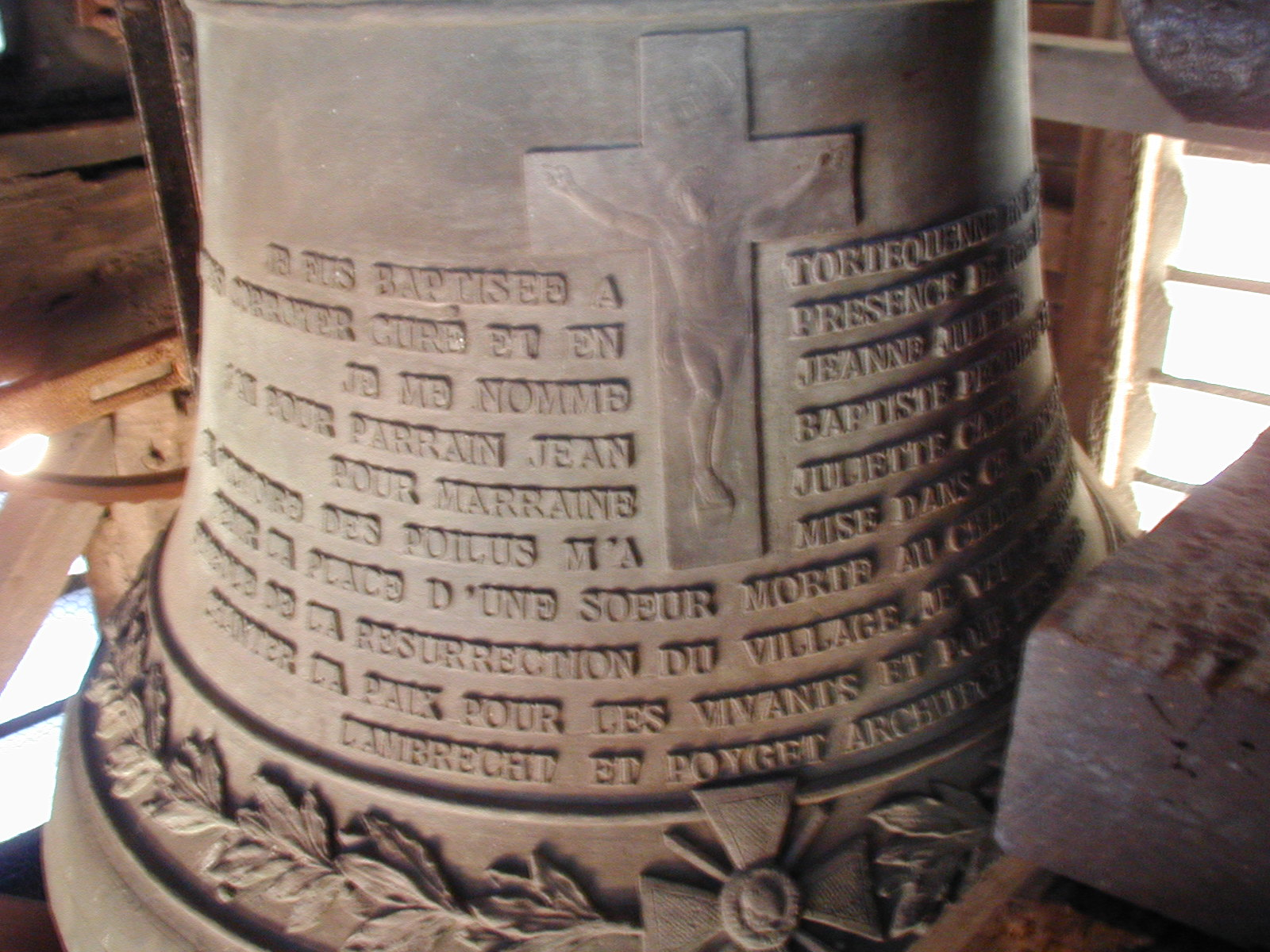
La cloche baptisée Jeanne-Juliette en 1923.
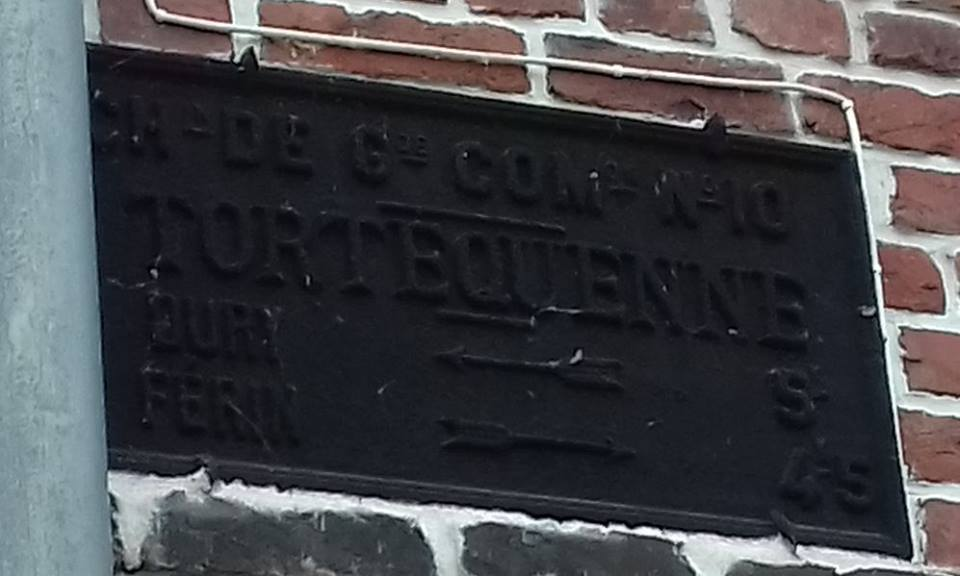
Le chemin de grande communication no 10.

### Héraldique
| Blason de Tortequesne | Blason  | D'argent à la champagne de sable (alias d'argent) chargée de huit vergettes d'argent (alias de sable), à un chêne tordu arraché de sinople, futé de sable, brochant sur le tout. Ornements extérieursCroix de guerre 1914-1918 |
| Blason de Tortequesne | Détails | Le chêne tordu fait référence à l'étymologie du nom de Tortequesne. |

## Pour approfondir